# ハイディ・レンジ
ハイディ・レンジ（Heidi India Range、1983年5月23日、リバプール生まれ）はイギリスの女性シンガーソングライターで、イギリスの女性歌手グループ、シュガーベイブスの元メンバー。

## 来歴
幼いころから歌うことが好きだったハイディはケリー・カトーナ、リズ・マクラーノンと共にアトミック・キトゥンを結成。しかし、R&Bを好んでいたハイディは音楽性の違いから1999年、デビュー前にグループを脱退。同じく女性3人グループであるシュガーベイブスのメンバーが1人脱退したのでハイディは2001年に同グループに加わる。詳しくはシュガーベイブスを参考のこと。
これまでに「世界で最もセクシーな女性ランキング」で最高94位になったことがある。

## 私生活
MTV司会者デイヴ・ベリーと交際し、2010年始めに婚約を発表した。
飛行機が大の苦手でこれまでにポール・マッケンナから2度催眠療法を受けた。